# Lac des Allemands
Der Lac des Allemands ist ein See im Mississippi-Delta im Südosten des US-Bundesstaates Louisiana. Er liegt etwa 42 Kilometer westlich von New Orleans im St. John the Baptist Parish. Die Wasserfläche beträgt 49 Quadratkilometer. Der See ist flach, er erreicht eine maximale Tiefe von 3,3 Metern. Über den Bayou des Allemands ist er mit dem Lake Salvador verbunden.
Seinen Namen erhielt er, wie das angrenzende Dorf Des Allemands, von den deutschen Siedlern, die sich in diesem Gebiet im 18. Jahrhundert niedergelassen hatten.
Der See liegt heute inmitten eines Ölfördergebietes. Trotz der industriellen Nutzung ist er artenreich und weist eine große Population an Welsen auf.